# Позирно
Позирно (словен. Pozirno) — поселення в общині Шкофя Лока, Горенський регіон, Словенія. Висота над рівнем моря: 610,50 м.